# Distretto di Göksun
Il distretto di Göksun (in turco Göksun ilçesi) è uno dei distretti della provincia di Kahramanmaraş, in Turchia.